# Stipa sibirica
Stipa sibirica är en gräsart som först beskrevs av Carl von Linné, och fick sitt nu gällande namn av Jean-Baptiste de Lamarck. Stipa sibirica ingår i släktet fjädergrässläktet, och familjen gräs. Inga underarter finns listade i Catalogue of Life.